# Vela ai Giochi della XXIX Olimpiade - Finn
Le gare di vela della classe Finn valide per la XXIX Olimpiade si sono svolte dal 9 al 17 agosto 2008 a Qingdao nella Qingdao International Sailing Centre. Hanno partecipato alla competizione 26 atleti.
I punti sono stati assegnati in base alle posizioni finali in ciascuna regata (1 al primo, 2 al secondo etc.). Sono stati considerati i migliori 9 punteggi delle dieci regate di qualificazione, e ciascun atleta ha potuto scartare il punteggio più alto. I 10 atleti con il punteggio più basso hanno gareggiato in un'ultima regata, chiamata "Medal Race" in cui il punteggio valeva doppio e andava a sommarsi a quello delle 9 regate di qualificazione.
In caso di squalifica, o di mancata partenza per una regata, all'atleta venivano assegnati 28 punti per quella regata (21 nell'ultima) ovvero uno in più di quanti ne avrebbe avuto se si fosse classificata ultimo.

## Medaglie
| Posizione | Atleta            | Paese       |
| --------- | ----------------- | ----------- |
|           | Ben Ainslie       | Regno Unito |
|           | Zach Railey       | Stati Uniti |
|           | Guillaume Florent | Francia     |

## Risultati
| Pos. | Atleta                              | Regata | Regata | Regata | Regata | Regata | Regata | Regata | Regata | Regata     | Regata |     | Punteggio |
| Pos. | Atleta                              | 1      | 2      | 3      | 4      | 5      | 6      | 7      | 8      | Medal Race | Tot    |     | Punteggio |
| ---- | ----------------------------------- | ------ | ------ | ------ | ------ | ------ | ------ | ------ | ------ | ---------- | ------ | --- | --------- |
|      | Ben Ainslie Regno Unito             | 10     | 1      | 4      | 1      | 1      | 10     | 2      | 2      | 2          | 33.0   | 23  |           |
|      | Zach Railey Stati Uniti             | 2      | 5      | 2      | 2      | 7      | 8      | 7      | 19     | 12         | 64.0   | 45  |           |
|      | Guillaume Florent Francia           | 5      | 8      | 20     | 3      | 4      | 6      | 4      | 21     | 8          | 79.0   | 58  |           |
| 4    | Daniel Birgmark Svezia              | 14     | 17     | 1      | 6      | 12     | 3      | 3      | 5      | 14         | 75.0   | 58  |           |
| 5    | Chris Cook Canada                   | 8      | 3      | 7      | 10     | 23     | 5      | 15     | 3      | 16         | 90.0   | 67  |           |
| 6    | Jonas Høgh-Christensen Danimarca    | 16     | 6      | 12     | 16     | 25     | 4      | 5      | 7      | 4          | 95.0   | 70  |           |
| 7    | Gasper Vincec Slovenia              | 9      | 11     | 6      | 5      | 3      | 13     | 8      | 10     | 20         | 85.0   | 72  |           |
| 8    | Ivan Kljaković-Gašpić Croazia       | 7      | 10     | 10     | 8      | 16     | 9      | 1      | 13     | 18         | 92.0   | 76  |           |
| 9    | Rafa Trujillo Spagna                | 12     | 4      | 3      | 14     | 20     | 20     | OCS    | 1      | 6          | 107.0  | 80  |           |
| 10   | Rafal Szukiel Polonia               | 3      | 2      | 19     | 12     | 10     | 14     | 22     | 12     | 10         | 104.0  | 82  |           |
| 11   | Giorgio Poggi Italia                | 17     | 7      | 14     | 21     | 6      | 12     | 9      | 9      | *          | 95.0   | 74  |           |
| 12   | Dan Slater Nuova Zelanda            | 21     | 19     | 18     | 4      | 9      | 7      | 13     | 6      | *          | 97.0   | 76  |           |
| 13   | Eduardo Couto Brasile               | 6      | 16     | DNF    | 7      | 2      | 17     | 14     | OCS    | *          | 116.0  | 89  |           |
| 14   | Pieter-Jan Postma Paesi Bassi       | 19     | 15     | 16     | 22     | 15     | 2      | 10     | 16     | *          | 115.0  | 93  |           |
| 15   | Emilios Papathanasiou Grecia        | 1      | DNF    | 5      | DNE    | 18     | 15     | DNE    | 8      | *          | 128.0  | 101 |           |
| 16   | Anthony Nossiter Australia          | 11     | 22     | 8      | 17     | 13     | 21     | 11     | 20     | *          | 123.0  | 101 |           |
| 17   | Eduard Skornyakov Russia            | 24     | 20     | 17     | 13     | 8      | 18     | 12     | 14     | *          | 126.0  | 102 |           |
| 18   | Tapio Nirkko Finlandia              | 18     | 9      | 9      | 9      | 19     | 22     | 16     | 22     | *          | 124.0  | 102 |           |
| 19   | Peer Moberg Norvegia                | 23     | DSQ    | 11     | 19     | 22     | 1      | DSQ    | 4      | *          | 134.0  | 107 |           |
| 20   | Ali Kemal Tufekci Turchia           | 20     | 21     | 13     | 18     | 14     | 19     | 6      | 17     | *          | 128.0  | 107 |           |
| 21   | Tim Goodbody Irlanda                | 22     | 13     | 15     | 15     | 17     | 16     | 21     | 15     | *          | 134.0  | 112 |           |
| 22   | Haris Papadopoulos Cipro            | 13     | 18     | 21     | 11     | 24     | 11     | 17     | OCS    | *          | 142.0  | 115 |           |
| 23   | Nachhatar Singh Johal India         | 4      | 24     | 23     | 24     | 11     | 24     | 18     | 24     | *          | 152.0  | 128 |           |
| 24   | Peng Zhang Cina                     | 25     | 23     | 24     | 20     | 5      | 26     | 23     | 11     | *          | 157.0  | 131 |           |
| 25   | Michael Maier Rep. Ceca             | 15     | 14     | 22     | 25     | 21     | 23     | 19     | 23     | *          | 162.0  | 137 |           |
| 26   | Johnny Senen Bilbao Bande Venezuela | 26     | 12     | 25     | 23     | 26     | 25     | 20     | 18     | *          | 175.0  | 149 |           |

Legenda abbreviazioni
DSQ = Squalificato
DNF = Non terminata
DNS = Non partito
OCS = Rimasto sulla linea di partenza
CAN = Regata cancellata